# Magistro

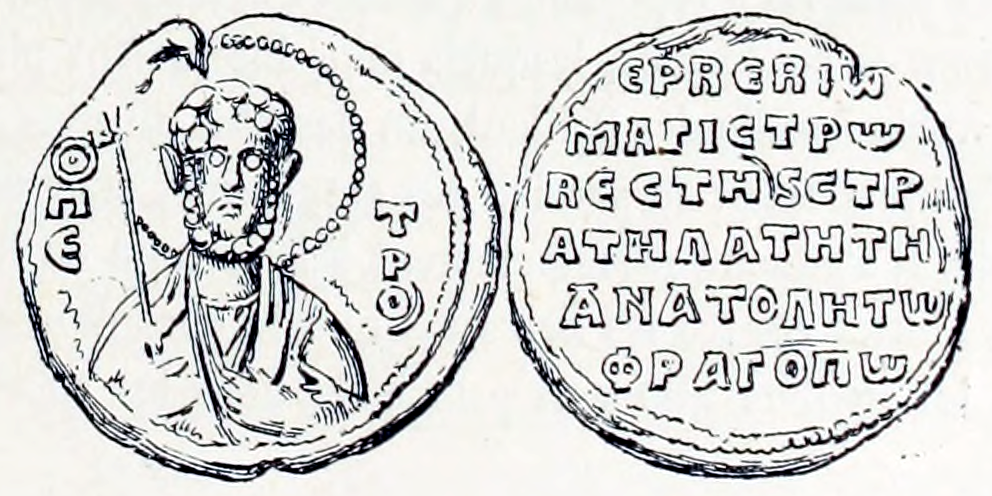
Sello del magistro, vestes, y estratelata del Oriente Hervé Francópulo

El magistro (en griego: μάγιστος) era un título administrativo del Imperio bizantino, forma evolucionada del magister officiorum del Imperio romano.

## Historia
El cargo de magister officiorum sobrevivió como una función burocrática en la parte oriental (o bizantina) del Imperio romano, pero a finales del siglo vii o siglo viii, se eliminaron la mayoría de las funciones administrativas del cargo y se convirtió en la dignidad de magistro. Sin embargo, al menos hasta la época del emperador León VI el Sabio, se recordaba el título anterior completo: su poderoso suegro, Estiliano Zautzes, se registra una vez más como «magister officiorum» (μάγιστρος τῶν θείων ὀφφικίων). En sus funciones administrativas, el magister officiorum fue reemplazado principalmente por el logoteta postal, que supervisaba el correo público y los asuntos exteriores, mientras que la guardia personal imperial se transformaba en el tagma.
Hasta el reinado del emperador Miguel III parece haber habido solo dos magistros, el mayor de los cuales se denominó protomagistro (πρωτομάγιστρος, «primer magistro»), y que fue nuevamente uno de los ministros principales del Estado (sin funciones específicas) y jefe del Senado bizantino. Desde el reinado de Miguel III en adelante, el título fue conferido a varias personas, convirtiéndose efectivamente en un rango cortesano, el más alto en la jerarquía bizantina hasta la introducción de los proedros a mediados del siglo x. La lista de precedencia (Cletorológio) de Filoteo, escrito en 899, implica la existencia de 12 magistros, mientras que durante el reinado del emperador Nicéforo II Focas, el enviado occidental Liutprando de Cremona registró la presencia de 24. El rango continuó existiendo a partir de entonces, pero perdió cada vez más importancia. A finales del siglo x y xi, a menudo se llevaba a cabo en combinación con el título de vestes. Desde finales del siglo xi se devaluó considerablemente, especialmente en el período Comneno, y desapareció por completo a mediados del siglo xii.